# Antônio Frederico de Castro Alves
Antônio Frederico de Castro Alves, adesea doar Castro Alves - deși este incorect, întrucât sunt două nume de familie - (n. 14 martie 1847 - d. 6 iulie 1871) a fost un poet și dramaturg brazilian, unul dintre cei mai importanți poeți brazilieni ai secolului al XIX-lea.
A fost militant pentru abolirea sclaviei.
Lirica sa romantică, influențată de Byron, Victor Hugo și José de Espronceda, este pătrunsă de idealuri umanitare și sociale.
Antônio Frederico de Castro Alves este patronul celui de-al șaptelea scaun al Academiei Braziliene de Litere.

## Opera
- 1869 — Corabia cu sclavi ("Navio Negreiro");
- 1870 — Spume plutitoare ("Espumas flutuantes");
- 1880 — Vocile Africii ("Vozes D'África");
- 1883 — Sclavii ("Os escravos");
- 1875 — Gonzaga sau revoluția din Minas ("Gonzaga ou a Revolução de Minas").